# 舒畅 (足球运动员)
舒畅（1977年2月24日—）出生于中华人民共和国山东省青岛，是一名中国退役足球运动员，主要司职中后卫，也曾经短暂司职前锋。1995年开始始终效力于山东鲁能泰山，2006年开始担任球队队长，2010年底舒畅与球队合同到期后选择退役。

## 职业生涯
- 1992年进入山东青年队。
- 1995年进入济南泰山一队。
- 1996年开始正式代表济南泰山将军参加比赛。
- 1999年代表山东鲁能泰山首次夺得甲A联赛冠军。
- 2006年及2008年代表山东鲁能泰山兩次夺得中超联赛冠军。
- 2009年受到了严重的伤病困扰，联赛出场次数锐减。
- 2010年山东鲁能泰山报名名单中仍然有舒畅，但这位队长不仅没有参加过任何一场比赛，甚至训练中也见不到他的身影，虽然还挂着队长的头衔，但实际上队长的职务都由刘金东担任。

## 荣誉

### 山东鲁能泰山
- 中国足球甲级A组联赛冠军：1999
- 中国足球超级联赛冠军：2006，2008，2010
- 中国足协杯冠军：1995，1999，2004，2006
- 中国超級联賽杯冠军：2004